# Toumliline
Toumliline (àrab تومليلين) és una comuna rural de la província de Taroudant de la regió de Souss-Massa. Segons el cens de 2014 tenia una població total de 2.131 persones.